# Efferia macularis
Efferia macularis är en tvåvingeart som först beskrevs av Christian Rudolph Wilhelm Wiedemann 1821.  Efferia macularis ingår i släktet Efferia och familjen rovflugor. Inga underarter finns listade i Catalogue of Life.